# César Ladeira
César Rocha Brito Ladeira (Campinas, 11 de diciembre de 1910 - Río de Janeiro, 8 de septiembre de 1969) fue un  locutor de radio brasileño. Se lo conoció como la «Voz de la Revolución Constitucionalista de 1932» y fue uno de los íconos de la época dorada de la radiodifusión brasileña.

## Biografía
Inició su carrera en 1931 como locutor de Radio Record de São Paulo, donde fue invitado, en su época de estudiante de derecho, para realizar una prueba. En vez de leer anuncios profirió un discurso en contra del presidente Getúlio Vargas, lo que, junto a su voz, agradó a la dirección de la emisora. 
Durante la Revolución Constitucionalista de 1932, la Record decidió realizar programas políticos para lo cual estableció un acuerdo con la Rádio Mayrink Veiga, de Río de Janeiro con Landeira como locutor principal. En sus audiciones realizaba fuertes discursos en los que exhortaba la población a luchar y resistirse ante un gobierno que, según su parecer, violaba la Constitución de su país. La revuelta duró dos meses al cabo de los cuales Ladeira fue detenido. En la cárcel escribió un libro que se convirtió en la primera obra dedicada a la radiodifusión que se publicó en Brasil. Fue publicado en 1933, con ilustraciones de Belmonte, bajo el título Acabaram de ouvir... (Reportagem numa Estação de Rádio) (Acabaron de oir... Reportaje en una estación de radio). Entre otras cosas en el libro describe el funcionamiento y ambiente de las emisoras de radio y como el locutor debía enfrentarse a la audiencia.
En 1933 fue contratado por la radio Mayrink como locutor y director artístico, por lo que se mudó a Río de Janeiro.
Actuó en varias películas de cine. La primera fue Alô, Alô, Brasil!, de 1935, dirigida por Adhemar Gonzaga. En 1946 fue protagonista en Sob a Luz do Meu Bairro, de Moacyr Fenelon.
En 1948 firmó contrato con Radio Nacional, donde durante diez años presentó Seu criado, obrigado, junto a Daisy Lúcidi, entre otros programas de éxito.
Ideó el nombre artístico con el que fueron conocidos varios cantantes: «Rei da Voz» («Rey de la voz»), para Francisco Alves; «A Pequena Notável» («La pequeña notable»), para Carmen Miranda; «O Cantor que Dispensa Adjetivos», para Carlos Galhardo; «O Caboclinho Querido», para Sílvio Caldas; y «A Garota Grau De («La garota grado diez») para Emilinha Borba.
En 1957, a veinticinco años de la Revolución Constitucionalista, lanzó un LP llamado São Paulo de 32 – Pró Brasilia Fiant Eximia donde grabó una crónica de los hechos titulada 25 anos depois, de su propia autoría. El LP también incluye poesías de Oliveira Ribeiro Neto y Guilherme de Almeida.
En sus últimos años actuó en Família Trapo, un programa humorístico de la cadena televisiva TV Record.
Estuvo casado con la actriz Renata Fronzi. Sus hijos César y Renato Fronzi Ladeira fueron los creadores en 1965 del grupo de rock The Bubbles, más tarde llamado A Bolha.